# Слобода (Обухівський район)
Слобода́ — село в Україні, в Обухівському районі Київської області. Населення становить 1821 осіб.

## Географія
Селом протікає річка Мокрий Кагарлик.

## Історія

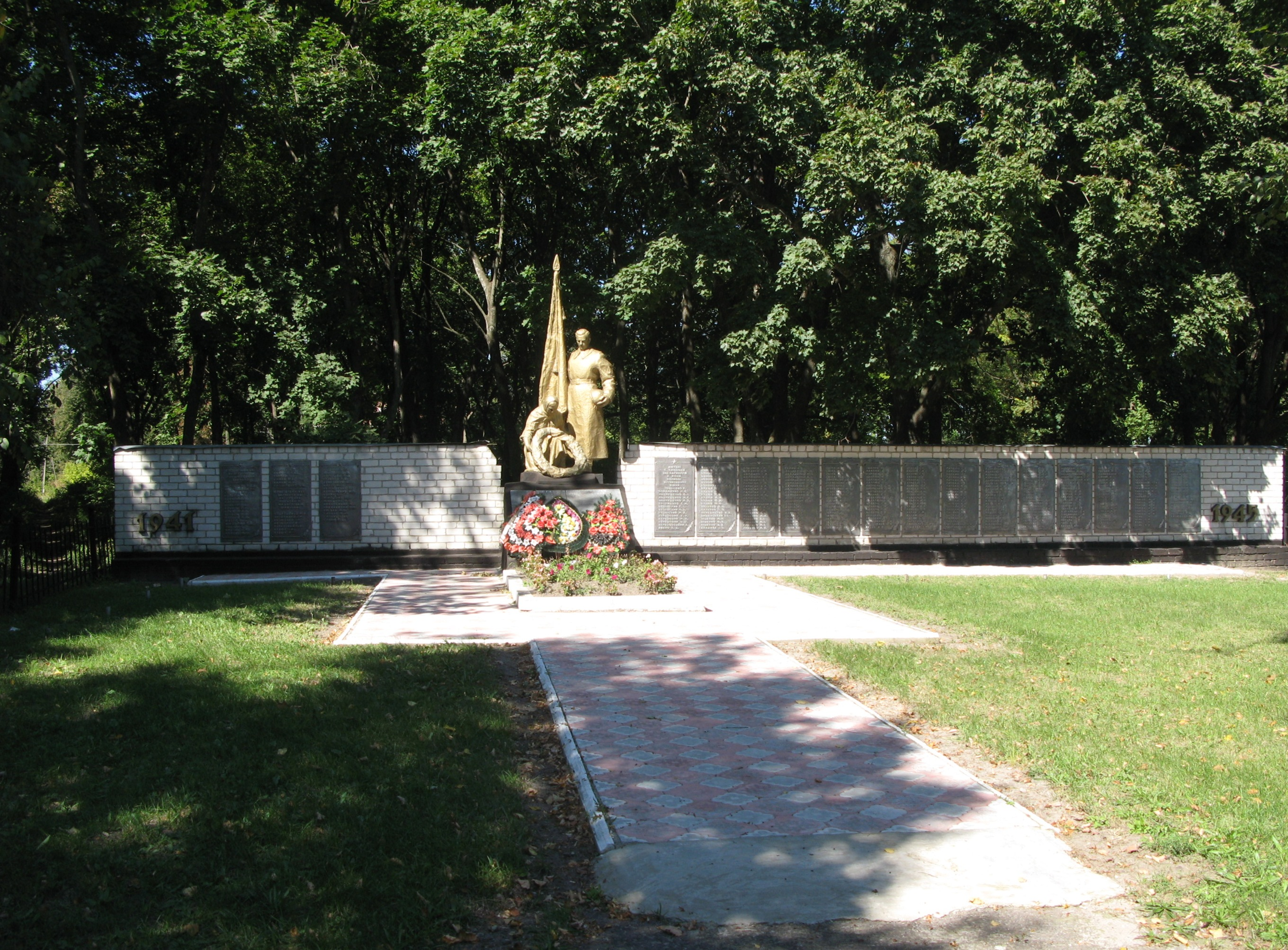
Братська могила 42 рад. воїнів, мем. плити на честь воїнів-односельців, що не повернулися з фронтів війни, Слобода

Станом на 1885 рік у колишньому власницькому селі Кагарлицької волості Київського повіту Київської губернії мешкало 2136 осіб, налічувалось 355 дворів, існували православна церква, школа, 3 постоялих будинки, лавка, винокурний завод.
За переписом 1897 року кількість мешканців налічувала 3010 осіб (1486 чоловічої статі та 1526 — жіночої), з яких 2976 — православної віри.
Метричні книги, клірові відомості, сповідні розписи церкви Св. Іоакима і Анни с. Кагарлицька Слобода XVIII ст. - Білоцерківської округі Київського нам., з 1797 р. Київського пов. Київської губ.; ХІХ ст. - Караглицької волості Київського пов. Київської губ. зберігаються в ЦДІАК України. http://cdiak.archives.gov.ua/baza_geog_pok/church/kaha_004.xml
Церква Св.Іоакими і Анни - див. https://ua.igotoworld.com/ua/poi_object/67554_cerkov-uspeniya-sv-anny-sloboda.htm

## Населення

### Мова
Розподіл населення за рідною мовою за даними перепису 2001 року:
| Мова       | Відсоток |
| ---------- | -------- |
| українська | 98,57%   |
| російська  | 1,37%    |
| інші       | 0,06%    |

## Відомі люди
В селі народилися:
- Березовий Василь Миколайович — український художник, письменник.
- Запорожець Михайло Петрович — Суддя Конституційного суду України.
- Лісовий Тимофій Григорович — український радянський партійний діяч, Герой Соціалістичної Праці.